# Tefsir
Tefsir (ar. pojasniti, protumačiti i otkriti), znanost o tumačenju i razumijevanju Kurana. Povod objavljivanja kuranskih ajeta važna je grana tefsira. Prema nekim mufesirima, tefsir je tumačenje samo jedne riječi a te'vil tumačenje cijelog ajeta. Uz tefsir i te'vil treći izraz za tumačenje Kurana je šerh. Tefsir se može periodizirati u šest razdoblja, koja predstavljaju razvoj tefsira i kuransko-tefsirskih znanosti. Glavna podjela tefsira je na tradicijski i racionalni. Ogranak racionalnog tefsira je znanstveni tefsir, a pristaše mu tumeče Kuran na osnovi novih znanstvenih otkrića. Vrste tefsira određuje se na osnovi načina tumačenja Kurana koji u njima preovladava. Najboljim ikad napisani tefsirom je tefsir od et-Taberija, najstariji tefsir koji je sačuvan u potpunosti do danas i smatra se uzorom svim tradicionalnim tefsirima. Fikhski tefsir je tumačenje Kurana pri čemu mufesiri osobitu pozornost pokazuju na ajete iz kojih se izvode šerijatski propisi. Sufijski tefsir ili aluzivni tefsir je pokušaj pronicanja u dubinu teksta i izvođenje dodatnih značenja temeljem aluzija (išareta) koji se nalaze u
ajetima. Jezični tefsir je tumačenje Kurana pri kojem dotični autor (mufesir) najveću pozornost pruža jezičkom gledištu kuranskog teksta.